# Шуліка австралійський
Шуліка австралійський (Elanus axillaris) — хижий птах родини яструбових (Accipitridae).

## Поширення
Ендемік Австралії. Поширений майже по всій Австралії. Найчисельніший у відносно родючих південно-східних і південно-західних частинах материка, а також у південно-східному Квінсленді. Рідкісний у спекотних пустелях і посушливих районах, таких як західний Кейп-Йорк або Північна територія. Випадкові птахи трапляються на півночі Тасманії, острові Кінг та островах Торресової протоки.
Мешкає на відкритих луках або долинах, де є розкидані ділянки дерев,з рослинним покривом заввишки 30–150 см, включаючи савани, прибережні дюни (особливо в південній і західній частинах ареалу), лісисті водотоки, поля, пустища, сади та міські парки. Зустрічається до 1500 м над рівнем моря. Гніздиться на деревах.

## Спосіб життя
Раціон складається в основному з дрібних гризунів (особливо мишей) та іноді дрібних птахів, ящірок і великих комах (особливо коників). Вони чекають потенційну здобич на деревах або в повітрі. Помітивши свою здобич, він піднімає голову на вітер, а потім пірнає до землі з високо піднятими над спиною крилами. Здобич з'їдається в польоті або на гілці. Полює вдень і іноді вночі (особливо в місячні ночі).
Період сезону розмноження мінливий, більшу частину року з піковим періодом восени та навесні (переважно червень-жовтень у східній частині ареалу та листопад-січень у західній частині). Може бути два виводки на рік, якщо місцевість багата здобиччю. Гніздиться парами або вільними колоніями, коли їжі багато. Гніздо має ширину 27–45 см і глибину 10–15 см, вистелене зеленим листям. Розташовується на 4–35 м над землею в кроні живого дерева, рідше на штучній споруді. Самиця відкладає 2-5 яєць (зазвичай 3-4). Інкубація триває приблизно 29–34 дні. У цей час про їжу самиці в основному піклується самець. Після вилуплення пташенята залишаються в гнізді 33–38 днів (у виняткових випадках 42 і більше). Вони досягають статевої зрілості приблизно на першому році життя. Вік найстаршого з окільцьованих птахів становив 3,5 року. З усіх яєць вилуплюється 73% молодняку, а виживає близько 54%.